# Неразумный человек
«Неразумный человек» (англ. An Unreasonable Man) — документальный фильм о Ральфе Нейдере, активисте движения за права потребителей и четырежды (на момент выхода фильма — трижды) кандидате в президенты США. Название фильма основано на цитате из Дж. Б. Шоу: «Разумный человек приспосабливается к миру, неразумный пытается приспособить мир к себе. Поэтому весь прогресс — дело рук неразумных людей».

## Сюжет
Первая часть фильма в основном посвящена работе Нейдера в области прав потребителя и препятствиям, которые создавались на его пути, вторая — его президентским кампаниям. Во второй части значительное время уделено оппонентам Нейдера, считающим его выдвижение в качестве кандидата Партии зелёных ответственным за победу Дж. У. Буша на президентских выборах 2000 года.

## В ролях
| Актёр           | Роль               |
| --------------- | ------------------ |
| Ральф Нейдер    | в роли самого себя |
| Говард Зинн     | в роли самого себя |
| Патрик Бьюкенен | в роли самого себя |
| Фил Донахью     | в роли самого себя |
| Джоан Клейбрук  | в роли самой себя  |
| Джеймс Риджуэй  | в роли самого себя |
| Роберт Феллмет  | в роли самого себя |
| Уильям Грейдер  | в роли самого себя |
| Эрик Альтерман  | в роли самого себя |